# Kartasura
Kartasura, plus couramment écrit Kartosuro en raison de la prononciation javanaise, est un kecamatan (district) dans le kabupaten de Sukoharjo, dans la province indonésienne de Java central. Elle est située à l'embranchement des routes reliant Surakarta, d'une part à Yogyakarta, d'autre part à Semarang.
La ville est devenue un satellite de Surakarta.

## Histoire
Kartasura est fondée en 1680 par le sunan (roi) Amangkurat II (r. 1677-1703) de Mataram, à l'emplacement de la capitale de l'ancien royaume de Pajang, prédécesseur de Mataram, pour remplacer le kraton (palais royal) de Plered.
Elle fut la capitale du royaume qui succéda au royaume de Mataram de 1680 à 1755, jusqu'au transfert de la cour à Surakarta par le roi Pakubuwana II.
La période de Surakarta est marquée notamment par :
- Des relations de plus en plus difficiles avec la VOC (Compagnie néerlandaise des Indes orientales),
- Une révolte de la population chinoise du royaume, qui se traduit notamment par l'incendie du kraton (palais royal) en 1740,
- Des guerres de succession qui ne prendront fin qu'avec la signature du Traité de Giyanti en 1755.

## Archéologie
On trouve à Kartasura les ruines de deux palais :
- Celui de Kartasura proprement dit,
- Celui de la principauté de Pajang dans le village de Makamhaji (7° 34′ 27″ S, 110° 47′ 08″ E).

## Galerie

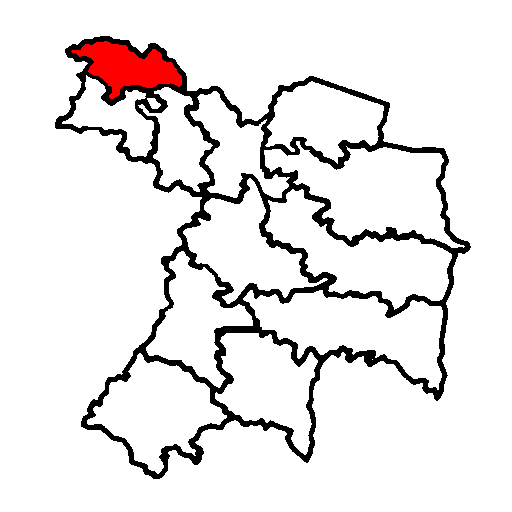
Emplacement du kecamatan de Kartasura dans le kabupaten de Sukoharjo
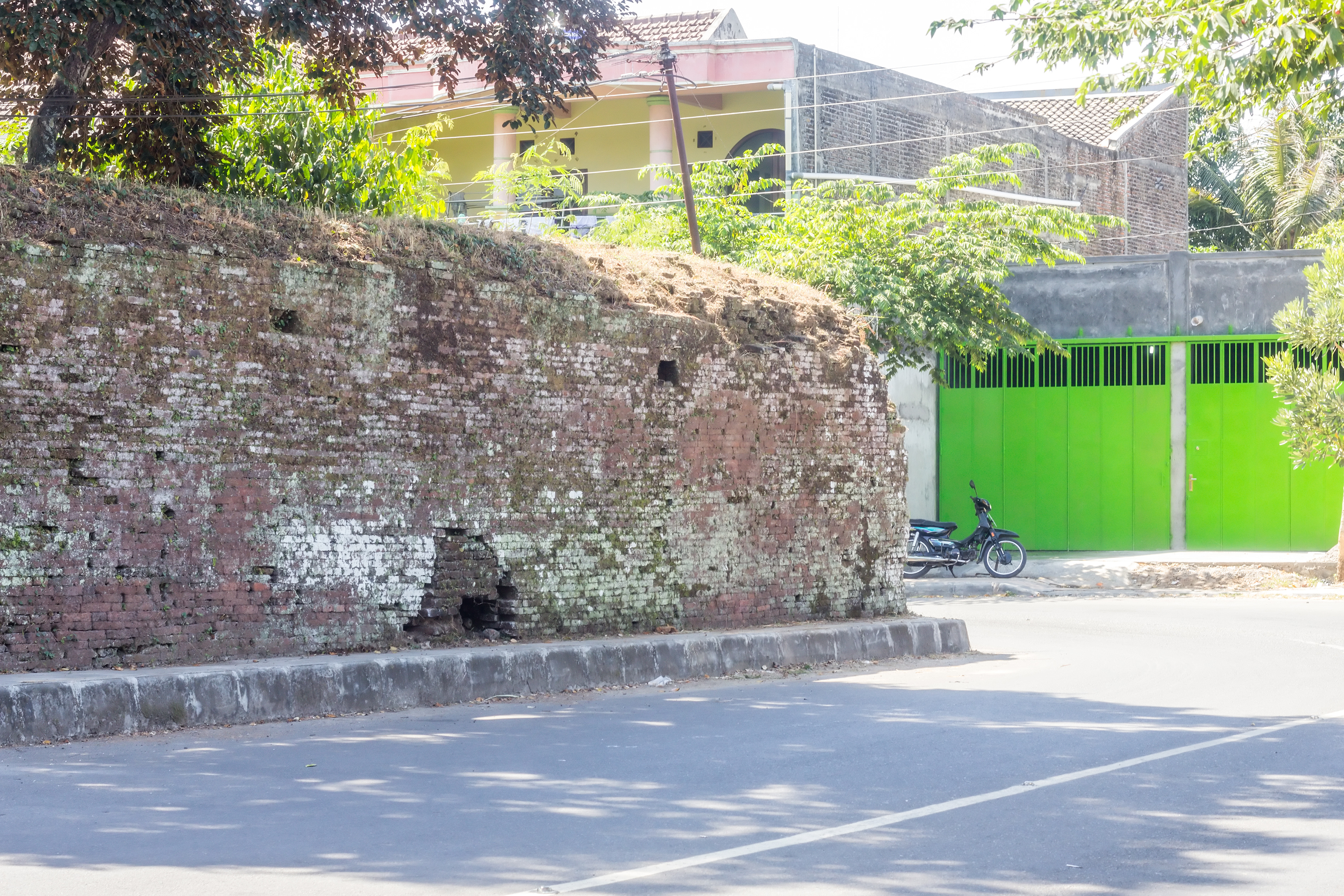
Angle de mur restant de l'ancien palais de Kartasura
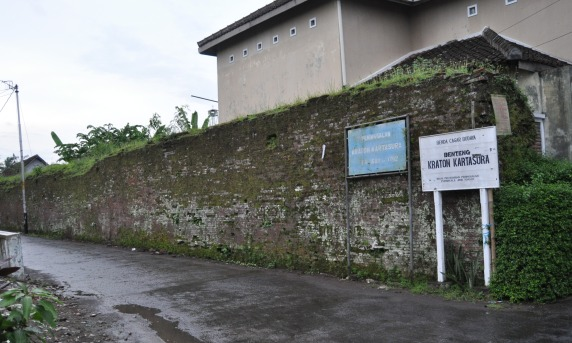
Pan de mur restant de l'ancien palais de Kartasura
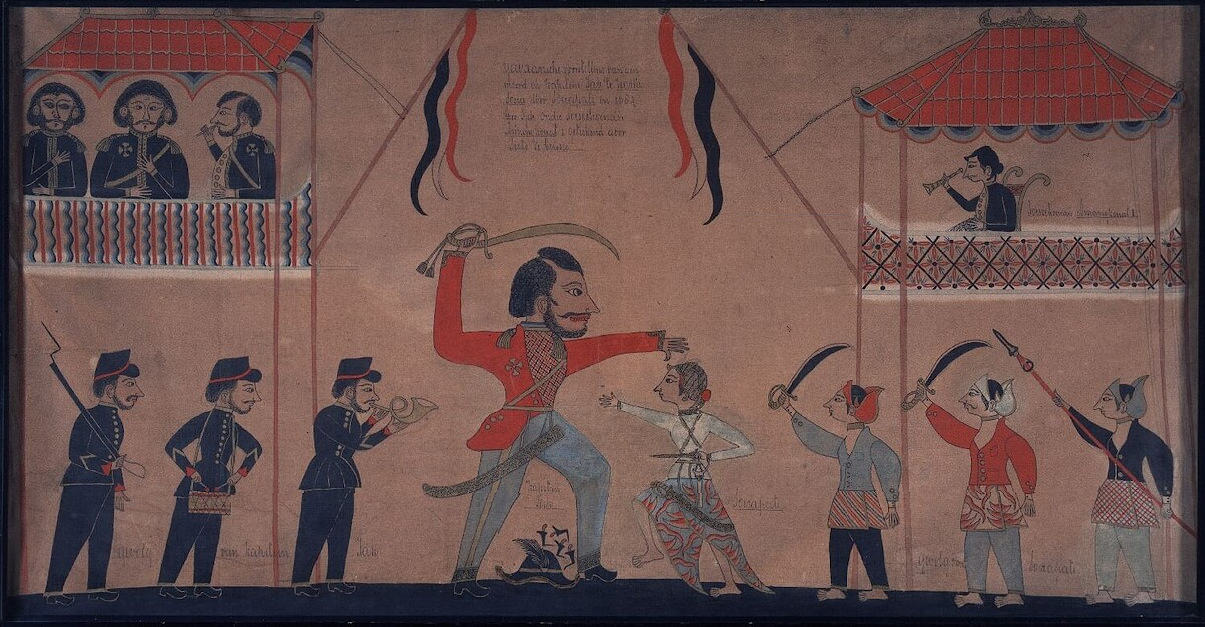
Le meurtre du capitaine Tack de la VOC par les troupes javanaises et celles du rebelle balinais Surapati en 1686